# Pedome
Pedome is een plaats (freguesia) in de Portugese gemeente Vila Nova de Famalicão en telt 2234 inwoners (2001).